# Nyong
Nyong är ett vattendrag i Kamerun. Det ligger i den sydvästra delen av landet, 190 km väster om huvudstaden Yaoundé.